# فا بمل ماژور
فا بمل ماژور (انگلیسی: F-flat major) با مخفف (♭F) یک تنالیته بر پایه نت فا بمل و فواصل آن بر اساس گام ماژور است.

## تعریف
گام فا بمل ماژور شامل نت‌های : فا بمل، سل بمل، لا بمل، سی دوبل بمل، دو بمل، ر بمل، می بمل و اکتاو است.
این گام دارای شش علامت بمل و یک علامت دوبل بمل در سرکلید است.
مینور نسبی آن ر بمل مینور و گام موازی، «فا بمل مینور» یا می مینور (گام مترادف) است.